# Vorauswahl

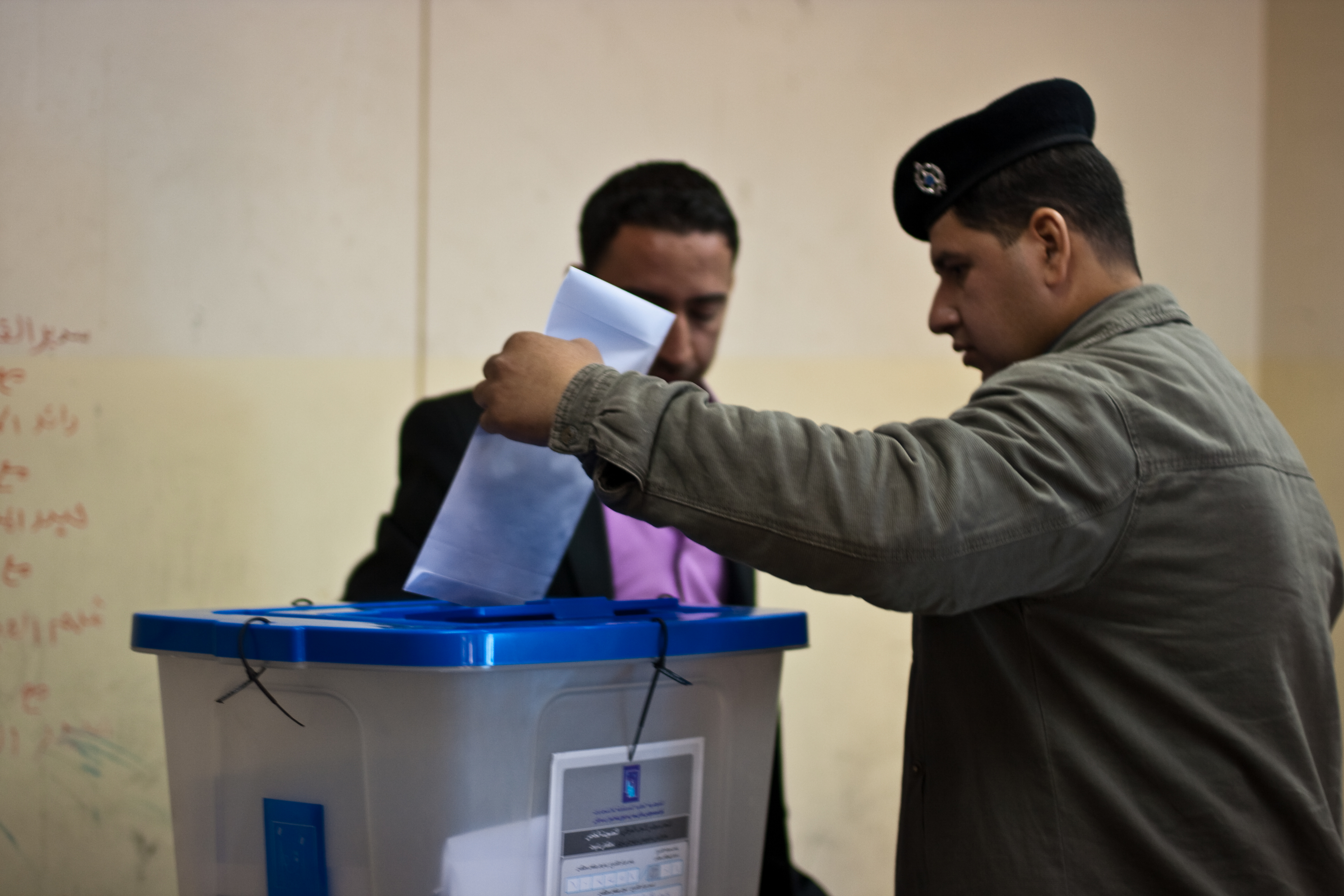
Irakische Sicherheitskräfte bei einer Vorauswahl, welche beim eigentlichen Wahltag nicht wählen können, weil sie die öffentliche Sicherheit an dem Tag aufrechterhalten sollen.

Die Vorauswahl bei Wahlen beziehungsweise die vorzeitige Stimmabgabe bei Abstimmungen bezeichnet die Möglichkeit für Wahl- und Stimmberechtigte, bereits vor dem eigentlichen Stimm- und/oder Wahltag ihre Stimme brieflich oder im Wahllokal abzugeben.

## Deutschland
Zur Sicherstellung des Wahlgeheimnisses und der persönlichen Wahl betrachtete man eine persönliche Wahl im Wahllokal als unverzichtbar. Allerdings ist es nicht jedermann möglich, am Wahltag persönlich vor Ort im Wahllokal zu sein. Mit der zunehmenden Mobilität der Bürger, stand die Beschränkung auf die Stimmabgabe am Wahltag im Wahllokal zunehmend im Konflikt mit dem Prinzip des Allgemeinen Wahlrechtes. Daher wurde nach dem Zweiten Weltkrieg die Einführung der Briefwahl intensiv diskutiert und für die Bundestagswahl 1957 eingeführt.

### Hessen
In Hessen lehnte die regierende SPD die Briefwahl zunächst ab. Mit Gesetz vom 4. Juli 1962 wurde jedoch eine „Vorauswahl“ eingeführt, die bei der Landtagswahl im selben Jahr erstmals möglich war. An den sieben Tage vor der Wahl konnten die Wahlberechtigten in besonderen Wahllokalen mit Wahlschein vorzeitig wählen. 
Vor der nächsten Wahl 1966 gab es ein Volksbegehren zur Einführung der Briefwahl, welches jedoch scheiterte. Als Reaktion auf das Volksbegehren wurde der Zeitraum für die die Vorauswahl auf 21 Tage verlängert. Die Wahlzeit wurde von der Gemeinde festgesetzt, sie musste täglich mindestens eine Stunde betragen im Zeitraum zwischen 8 und 21 Uhr. Ebenfalls 1966 wurde für körperlich am Aufsuchen des Wahllokals gehinderte Wahlberechtigte die Möglichkeit eingeführt, ab dem dritten Tag vor der Wahl mit Wahlschein zu Hause bei einem beweglichen Wahlvorstand die Stimme abzugeben.
1970 wurde auch in Hessen die Briefwahl eingeführt. Die Möglichkeit der Vorauswahl entfiel damit.

## Schweiz
In der Schweiz ist eine vorzeitige Stimmabgabe die Regel – siehe auch:
- Briefwahl
- Urnengang

## Russland
Beispielsweise bei der Präsidentschaftswahl in Russland 2024, die erstmals in der Geschichte des Landes über drei Tage, vom 15. bis 17. März 2024  – und mitunter auch online – stattfinden, sind zwischen dem 26. Februar und 14. März vorzeitige Stimmabgaben für Bewohner abgelegener Gebiete in 37 Regionen Russlands sowie in den annektierten Gebieten der Autonomen Republik Krim und Süd- und Ostukraine möglich.